# 桃園眷村
桃園眷村為中國的連鎖餐飲品牌，2014年12月在上海市泰州路開設首家門店，主打豆漿、油條、豆花、飯糰等台灣傳統早餐。鼎盛時期在北京、上海、杭州、深圳、香港等多個城市擁有100余家分店。因其餐點及裝潢走時尚路線，而店面的選址，全數集中在商場、購物中心或商辦大樓區域，如新天地、日月光中心、北京三里屯等，目標客群屬性則針對年輕人、白領上班族或消費能力高的族群，因此又被中國網友戲稱為「會寫詩的豆漿碗」、「開在LV邊上的燒餅油條店」、「早餐界爱马仕」。
桃園眷村的創始人聶豹來自江蘇，因當初來到台灣桃園吃到燒餅，驚豔於口感絕佳且種類繁多，決定引進中國大陸。命名為「桃園眷村」，除因眷村象徵「聯繫兩岸的情誼」，而桃園市也是台灣眷村最多之地。
截至2024年1月15日，中國范围内的桃園眷村仅剩四家門店还在营业。

## 外部連結
- 桃園眷村 （页面存档备份，存于）
- 桃園眷村（官方微博）